# اندیس نمک طبس
نمک طبس یک اندیس غیرفلزی است که در حوالی شهر چابهار استان سیستان و بلوچستان قرار دارد و مادهٔ معدنی موجود در آن، نمک است. سنگ میزبان این اندیس تبخیری‌ها است و دیرینگی آن به دوران کواترنر-عهدحاضر می‌رسد. 